# Двигатель Nissan GA
Nissan GA — серия рядных четырёхцилиндровых бензиновых двигателей внутреннего сгорания объёмом 1,3—1,6 л, выпускавшихся компанией Nissan с августа 1987 по 2013 год. С 1998 года двигатель выпускался в Мексике под индексом B13.

## GA13

### GA13S
- Объём: 1,3 л (1295 см3)
- Топливная система: карбюратор
- Клапанов: 12

### GA13DS
- Объём: 1,3 л (1295 см3)[3][4]
- Топливная система: карбюратор
- Мощность: 63 кВт (85 л. с.) при 6000 об/мин
- Крутящий момент: 104 Н⋅м при 3600 об/мин
- Диаметр цилиндра: 71 мм
- Ход поршня: 81,8 мм
- Красная зона: 6500 об/мин

### GA13DE
- Объём: 1,3 л (1295 см3)[5][6]
- Топливная система: инжектор[7]
- Клапанный механизм: DOHC[8]
- Мощность: 63 кВт (84 л. с.) при 6000 об/мин
- Крутящий момент: 109 Н⋅м при 4400 об/мин
- Диаметр цилиндра: 71 мм
- Ход поршня: 81,8 мм

## GA14

### GA14S
- Объём: 1,4 л (1392 см3)
- Клапанный механизм: SOHC
- Клапанов: 12

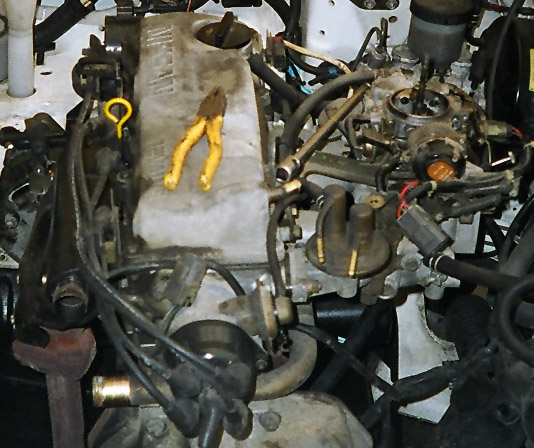
GA14S

- Мощность: 59 кВт (79 л. с.) при 6200 об/мин
- Крутящий момент: 111 Н⋅м при 4000 об/мин
- Степень сжатия: 9,4:1

### GA14DS
- Объём: 1,4 л (1392 см3)[9]
- Топливная система: карбюратор[10]
- Мощность: 55 кВт (74 л. с.) при 6000 об/мин
- Крутящий момент: 112 Н⋅м при 4000 об/мин
- Красная зона: 6500 об/мин
- Степень сжатия: 9,5:1

### GA14DE
- Объём: 1,4 л (1392 см3)[11][12]
- Топливная система: инжектор[13][14]
- Клапанный механизм: DOHC
- Клапанов: 16
- Диаметр цилиндра: 73,6 мм
- Ход поршня: 81,8 мм
- Мощность: 64 кВт (86 л. с.) при 6000 об/мин
- Крутящий момент: 116 Н⋅м при 4000 об/мин
- Красная зона: 7200 об/мин

## GA15
- Объём: 1,5 л (1497 см3)
- Диаметр цилиндра: 73,6 мм
- Ход поршня: 88 мм

### GA15S
- Объём: 1,5 л (1497 см3)
- Клапанов: 12
- Топливная система: карбюратор
- Клапанный механизм: SOHC

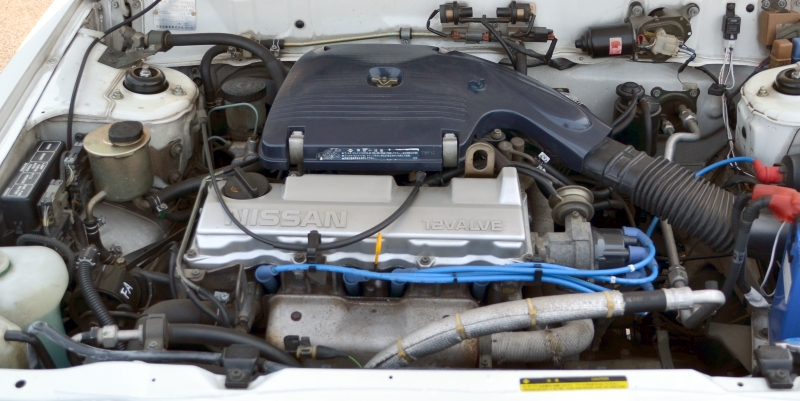
Nissan GA15S

- Мощность: 63 кВт (84 л. с.) при 6000 об/мин
- Крутящий момент: 123 Н⋅м при 3600 об/мин

### GA15DS
- Объём: 1,5 л (1497 см3)
- Клапанов: 16
- Топливная система: карбюратор
- Мощность: 69 кВт (93 л. с.) при 6000 об/мин
- Крутящий момент: 126 Н⋅м при 3600 об/мин

### GA15E
- Объём: 1,5 л (1497 см3)
- Топливная система: инжектор
- Клапанный механизм: SOHC
- Мощность: 71 кВт (96 л. с.) при 6000 об/мин
- Крутящий момент: 128 Н⋅м при 4400 об/мин

### GA15DE
- Объём: 1,5 л (1497 см3)[15][16]
- Топливная система: инжектор[17][18]
- Клапанный механизм: DOHC[19][20]
- Мощность: 77 кВт (105 л. с.) при 6000 об/мин
- Крутящий момент: 128 Н⋅м при 4400 об/мин
- Годы производства: с декабря 1993

## GA16

### GA16S
- Объём: 1,6 л (1597 см3)[21][2]
- Клапанов: 8
- Топливная система: карбюратор
- Клапанный механизм: SOHC
- Диаметр цилиндра: 76 мм
- Ход поршня: 88 мм
- Степень сжатия: 9,4:1
- Мощность: 69 кВт (92 л. с.) при 6000 об/мин
- Крутящий момент: 133 Н⋅м при 3200 об/мин

### GA16DS
- Объём: 1,6 л (1597 см3)[22][22]
- Топливная система: карбюратор[23]
- Клапанный механизм: SOHC
- Мощность: 66—71 кВт (89—95 л. с.)

### GA16i
- Объём: 1,6 л (1597 см3)
- Клапанов: 12
- Топливная система: инжектор
- Мощность: 67—69 кВт (90—92 л. с.)
- Крутящий момент: 130 Н⋅м
- Годы производства: август 1987—июнь 1990

### GA16E
- Объём: 1,6 л (1597 см3)[24][25]
- Клапанный механизм: SOHC
- Мощность: 82 кВт (110 л. с.)

### GA16DE
- Объём: 1,6 л (1597 см3)[26][27][28]

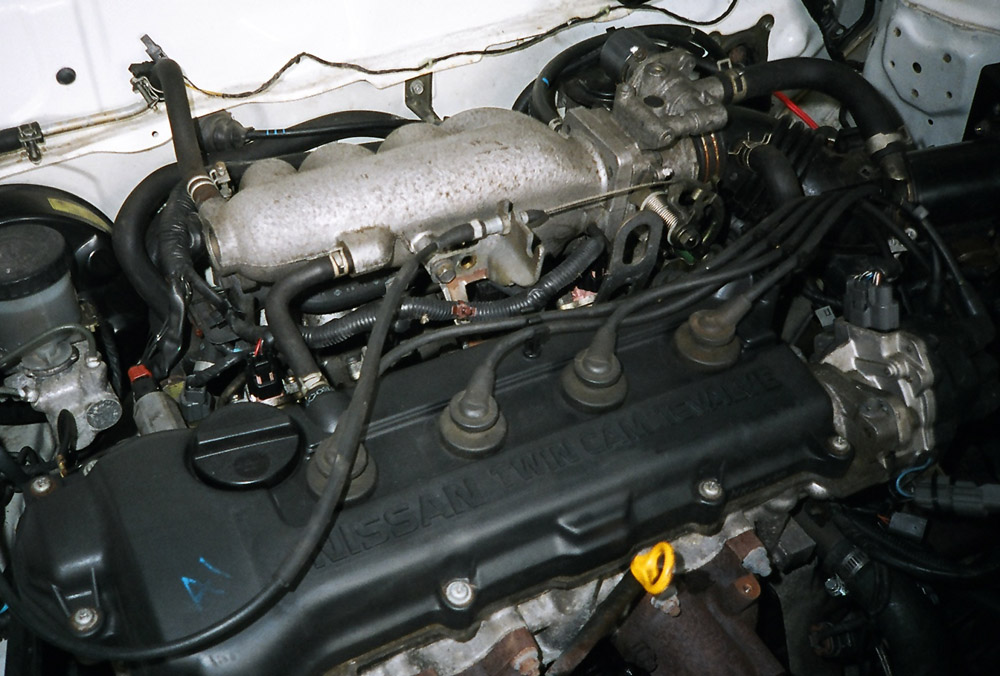
GA16DE, NVCS

- Годы производства: ноябрь 1990—1999[29][27]
- Мощность: 76—86 кВт (102—110 л. с.) при 6000 об/мин
- Крутящий момент: 146 Н⋅м при 4000 об/мин

### GA16DNE
- Объём: 1,6 л (1597 см3)
- Мощность: 78 кВт (105 л. с.)